# 唐山烧烤店打人事件
唐山烧烤店打人事件，又称唐山打人事件、唐山打人案、烧烤店事件、唐山性暴力事件、陈某志等涉嫌恶势力组织违法犯罪案件，是指2022年6月10日凌晨发生在中华人民共和国河北省唐山市路北区文化路街道机场路“老汉城烧烤”烧烤店的一宗性骚扰暴力打人事件。男子陈继志与其同伙欲性骚扰在店内与朋友聚餐的女子不成，无端发疯与同行多名男子暴力围殴四名中国女子。事件引起广泛舆论，多家中國大陸媒體表示此事件挑战了民众对中華人民共和國治安的良好印象，亦引起了对中国大陆性暴力的讨论。目前，涉及该案的9名犯罪嫌疑人（7男2女）被逮捕。该案由廊坊市公安局广阳分局侦查办理，2022年8月移送廊坊市广阳区人民检察院审查起诉，陈继志等28名被告人因涉嫌恶势力组织违法犯罪案件被提起公诉。

## 事件经过
2022年6月7日，陈晓亮等4人从江苏驾车至河北唐山，9日与陈继志等人合谋实施网络赌博洗钱违法犯罪活动，涉案资金66.03万元。2022年6月10日凌晨，陈继志等5人与陈晓亮等4人在唐山市路北区机场路“老汉城烧烤”聚餐饮酒，凌晨2时40分，走到一位女子（王某某）背后敲打其背部，並且進行言語上的性騷擾与脏话挑衅。女子拒絕並表示反抗，陈继志接着对其实行殴打，且其友人见到前者受辱，遂实行正当防卫，拿啤酒瓶反擊。陈继志同行的用餐人员刘涛等人恼羞成怒，冲入店内用凳子、啤酒瓶殴打女子及其同伴，并拉住女子头发将其拖行至店外进行暴力式的殴打，女子随后跑进烧烤店旁边一条长11.6米、宽7.3米的小巷子里，陈继志等6人也追入巷子继续对被害人实施殴打。期間，燒烤店內其他女性準備營救被打女子，都被陈继志以及其同伙毆打，被毆打的女性頭部傷勢嚴重。案发后，九名犯罪嫌疑人逃离现场。
6月10日，四名伤者在华北理工大学附属医院接受治疗，伤情稳定，无生命危险；两名女子留院治疗，医院表示其中一位嘴部受伤严重掉牙，当晚9点许，涉案的其中兩男一女在距事发地3公里处被警方抓获。
6月11日上午，嫌疑人陈某亮、马某齐等三人在江苏某检查站抓获。当天下午，嫌疑人沈某俊在江苏盐城一收费站附近弃车逃跑时被警方抓获。至此，九名犯罪嫌疑人全部落网。同日该烧烤店已经停止服务，女店主被网民指责“不拉架”，遭到網络暴力，后来该店主哭诉自己也是受害者，称自己进行了拉架，并且提供手机以报警，现在“被网暴到无法正常生活”。周边烧烤店店主也因被错认遭电话骚扰。

## 施暴者身份
涉案主要嫌疑人陈继志（1980年11月29日生，河北唐山人），唐山韵弘水产品养殖有限责任公司（已吊销）法定代表人，该公司工商登记监事，即为另一犯罪嫌疑人李红瑞。陈继志案底涉及2012年9月、2015年12月等三起非法拘禁案（刑拘在逃）、2017年交通肇事逃逸案、2018年被列为失信被执行人、2019年涉及不当得利、2020年再次被列为失信执行人。根据河北省公安厅6月21日的通报，2018年9月23日，陈继志明知他人向其抵债的轿车为盗抢车辆，仍指使么某宇、范某松隐瞒事实将该车质押贷款14.8万元。案发数年前，陈继志曾在澳门赌场经营转介绍客人的叠码仔业务。
另据河北省人民检察院2022年8月29日通报，陈继志等人自2012年以来长期纠集在一起，在唐山市等地涉嫌以暴力、威胁等手段，实施非法拘禁、聚众斗殴、故意伤害、开设赌场、抢劫、掩饰、隐瞒犯罪所得、帮助信息网络犯罪活动、寻衅滋事等刑事犯罪11起，实施寻衅滋事、故意伤害等行政违法4起，逐渐形成了以陈继志为纠集者的恶势力组织。根据《反有组织犯罪法》以及最高人民法院、最高人民检察院、公安部、司法部关于办理黑恶势力案件指导意见的相关规定，陈继志等8人因在河北省唐山市等地多次实施违法犯罪活动，扰乱社会秩序、经济秩序，但组织较为松散，而被认定为恶势力组织。
另一主犯刘涛（1989年3月31日生，河北唐山人），在2015年犯下非法拘禁案后逍遥法外，于2017年2月无证驾驶，超速肇事导致八车连撞后逃逸，当时所驾车辆为陈继志所有。2018年因故意伤害罪被唐山市路北区法院判两年零一月，后上诉被驳回，维持原判。
根据财新网报道，逃往江苏的犯罪嫌疑人四名（沈小俊、马云齐、李鑫和陈晓亮），沈小俊（1983年7月8日生）、陈晓亮、马云齐（1996年11月16日生）都是兴化市戴南镇人，均属于刑满释放人员。戴南镇经济发达，号称苏中第一镇，嫌疑主犯陈继志早年在戴南打工，而得沈与陈的照拂。沈小俊是戴南镇董北村前村支书张文德的侄女婿，刑满释放后曾为张文德的借款纠纷而殴人。而陈晓亮（1979年1月10日生）于2019年2月在江苏因开设赌场罪判刑三年，后获减刑半年，于2020年年底释放，此次事发距离获释只有一年多时间。

## 受害者伤情
2022年6月12日，澎湃新闻获悉，两名住院女子进出病房仍需轮椅，但准备探望时被医院的工作人员阻止。6月13日，有记者前往救治被打女子的华北理工大学附属医院，探查受伤女子治疗情况，医院工作人员表示四名被殴打女子其中两名被打女子均已自转入普通病房。据称此前，由于两名女子的头部遭受严重暴力殴打，她们还曾在该院的口腔科接受治疗。早些前微博有传闻两名被打女子中有一人已经死亡，对此，唐山妇联表示：“（去世是）根本没有的事，目前也没有任何突发情况。”就他们13日凌晨最新了解到的情况是，两名伤者目前身体状况平稳，至于何时能够出院，得看具体的伤情。
2022年6月21日，河北省公安厅通报，被害人远某（女，24岁）、李某（女，29岁）经医院检查无需留院治疗后自行离开；王某某（女，31岁）、刘某某（女，29岁）在普通病房住院接受治疗，目前伤情已好转。上海市司法部司法鉴定科学研究院6月20日出具了司法鉴定意见书，王某某、刘某某损伤程度为轻伤（二级），远某、李某损伤程度为轻微伤。有警方指出，司法鉴定的轻伤和轻微伤，和一般人理解的不同，通俗说法是“轻伤不轻，重伤很重”；根据鉴定标准，轻伤是对人身健康有中度伤害的损伤。
据河北省人民检察院2022年8月29日通报，在普通病房住院接受治疗的被害人王某某、刘某某已于7月1日出院。经公安机关询问被害人、讯问犯罪嫌疑人，并综合现场勘查、调查取证，认定网传4名被害人在小胡同内遭性侵害、从楼上被扔下、被汽车碾压等均为虚假信息。

## 官方回应
6月11日，唐山市开会表明持续开展扫黑除惡「回頭看」专项行动。按刑事诉讼法，刑事案件的侦查、起诉和审判，由违法发生地的公安机关管辖为主，但此案根据河北省公安厅指定管辖，该案已由廊坊市公安局广阳分局侦查办理。6月12日，唐山市委、市政府召开动员部署大会，决定从即日起开展为期半个月的夏季社会治安整治“雷霆风暴”专项行动。
会议指出烧烤店打人事件性质极其恶劣，「给唐山这座英雄的城市抹了黑」。专项行动领导小组办公室公布了专用举报电话，为警务督察的专用举报电话，但存在打不通的现象。其后小组开通专门受理举报的固定电话和手机，原举报电话不再使用。
另外中国多地警方开展夏季夜巡，重點巡邏烧烤摊、烧烤店。
6月17日，唐山站发布规定，要求返回唐山人员与外地来客全数要向所在社区报备登记。外来人员统一安排车辆进行转运，上车前需人车合影，到达后司机也要进行拍照，不拍不能离站，出租车正常打表，车上所有乘客平摊车费。据济南日报旗下新媒体“新黄河”记者透露，旅客在出火车站时会被现场工作人员拦截，要求登记一张表格，填写去往什么小区、哪栋楼、几单元等详细信息，并写下不外出的承诺书，否则就进不了唐山。6月20日晚，唐山市长、市疫情防控工作总指挥部总指挥田国良主持召开总指挥部会议暨重点工作调度会议，强调交通运输要落实保通保畅，严格执行国家和省通行政策，规范通行证使用，优化服务保障，严禁出现层层加码、“一刀切”现象。
6月20日，因有传唐山打人事件的烧烤店被拆除，当晚，河北省公安厅政治部副主任回应是装修，短期内店主無法经营。另有人自称老汉城烧烤店已经换了新老板，正在将房子重新装修后营业。
6月22日，据媒体报道，唐山市“全国文明城市”资格近日已被中央文明办停止。
6月27日，雷霆风暴专项行动结束，从六月十二日行动开始已经过去半个多月。
7月3日，雷霆风暴结束不久后，河北唐山市丰润区丰登坞派出所证实，管辖区在7月2日发生刑事案件，致2人死亡。
7月22日，唐山再次出现打架事件，致两名女子受伤，该事件登上微博热搜后警方通报称是互殴事件并表示其中八名嫌疑人已到案。
7月25日，中华人民共和国公安部刑事侦查局局长刘忠义表示，此事件造成恶劣社会影响，公安部已派出工作组指导案件侦办，将对“每条线索全力以赴开展侦查”。

## 纪律审查和监察调查
2022年6月21日，河北省纪委监委通报，经河北省纪委监委指定管辖，唐山市路北区政府党组成员、副区长，市公安局路北分局党委书记、局长马爱军，正接受廊坊市纪委监委纪律审查和监察调查；经唐山市纪委监委指定管辖，唐山市公安局路北分局机场路派出所所长胡斌、长虹道警务站副站长韩志勇、机场路派出所民警陈志伟、光明里派出所原所长范立峰，正分别接受唐山市曹妃甸区纪委监委、唐山市丰南区纪委监委纪律审查和监察调查。唐山市公安局路北分局副局长被免职。
8月29日，河北省纪委监委通报，此前被采取留置措施的唐山市路北区政府党组成员、副区长，市公安局路北分局党委书记、局长马爱军及唐山市公安局路北分局机场路派出所所长胡斌、长虹道警务站副站长韩志勇、机场路派出所民警陈志伟、光明里派出所原所长范立峰、光明里派出所副所长王洪伟、乔屯派出所副所长王志鹏、唐山市公安局交警支队四级警长安迪等8名公职人员，已被初步查出违纪违法及涉嫌滥用职权、徇私枉法、行贿、受贿等职务犯罪问题。

## 批准逮捕
陈继志等9名犯罪嫌疑人，经廊坊市广阳区人民检察院批准，已于2022年6月12日由廊坊市公安局广阳分局执行逮捕。而有资料显示唐山市公安局现任局长赵晋进，曾担任廊坊市政府副市长、党组成员，市公安局局长、党委书记。其在任职期间要求坚决铲除黑恶势力土壤。
2022年8月11日，陈某志等涉嫌恶势力组织违法犯罪案件由河北省廊坊市公安局广阳分局侦查终结，移送廊坊市广阳区人民检察院审查起诉。廊坊市广阳区人民检察院8月26日根据《中华人民共和国刑事诉讼法》第一百七十六条之规定，对陈继志等28名被告人提起公诉。

## 审判
2022年9月23日，廊坊市广阳区人民法院判决，被告人陈继志犯寻衅滋事罪、抢劫罪、聚众斗殴罪、开设赌场罪、非法拘禁罪、故意伤害罪、掩饰、隐瞒犯罪所得罪、帮助信息网络犯罪活动罪，数罪并罚，决定执行有期徒刑二十四年，并处罚金人民币三十二万元；对其余27名被告人判处十一年至六个月有期徒刑不等的刑罚，另对其中19名被告人并处人民币十三万五千元至三千元不等的罚金。陈继志等6名被告人对寻衅滋事罪4名被害人的医药费、护理费、误工费、伙食补助费、营养费、交通费等各项损失承担相应的赔偿责任。
2024年1月22日，廊坊市广阳区人民法院代院长在区人大会议上发表法院工作报告时表示，该院已对唐山市公安局原党委委员、路北分局原局长马爱军，以徇私枉法罪、受贿罪决定执行有期徒刑12年，并处罚金人民币70万元。
唐山市公安局路北分局民警陈志伟被指在医院发现陈继志后，故意放任陈继志离开，因而被指控构成滥用职权罪，被判处有期徒刑1年1个月，判决后其未提出上诉。

## 后续
2024年8月4日，原唐山市机场路派出所民警陈志伟实名举报唐山市曹妃甸区办案人员在办案期间对其采用违规审讯手段而被“强行定罪”。他当年在采访现场曾说出真实出警时间，却被有关领导要求“照着稿子念”。
2024年8月6日，唐山市专项工作组通报称，关于陈志伟反映办案人员对其违规审讯等问题“均不属实”；关于其反映被有关领导要求念稿“出警5分钟”问题，系其在采访前与处警人员（已依法处理）商议隐瞒后对外公布。

## 相关评论

### 媒體
中国妇女报、人民日报、央视、钧正平工作室、胡锡进等媒体及媒体人谴责此事件，其中光明日报的评论引用海恩定律，点出唐山近期另外两起防疫热点事件，批评唐山治理失效；德国之声中文网、新頭條、CNN、Times Now、聯合報等媒體均对此事进行了报道。
微博官方封禁了265个“挑唆性别对立”的账号，抖音、快手也对相关违规帐号进行了处罚。自由亚洲电台批评政府对此事件的相关网络舆论施加的审查，和消息封锁，并指责信息不透明。

### 体育
2022年6月10日，在事件发生之后，南通支云足球俱乐部发声“拒绝暴力”。

### 文艺
2022年6月11日，帆布小镇乐队厦门巡演将开场白设为“尊重女性”，并在厦门的演唱会场公屏投放。
成龍、徐克、夏之光、孙怡、邢菲等40多名明星声援被打女性。南韓(G)I-DLE台灣籍成員葉舒華更是在微博發表文章怒批施暴者「敗類」。张雨绮发文批评事件中不出手相助的旁观男子，认为“中国男人都应该去服兵役”，被批评是“宣扬性别对立”。

### 教育
中国政法大学教授罗翔称此事件如报道属实可能涉及寻衅滋事和故意伤害。
据聯合新聞網报道，一名西南政法大学學生因為在網路上發言「檢討受害者」，遭校方予以警告處分。

## 引出案件举报潮
该案引出一系列相关涉黑案件，多名举报人通过微博、抖音等网络平台发布实名举报视频，经网友大量转发后警方介入。

### 唐山蛋糕店被敲诈勒索事件
6月10日晚，河北唐山一位名为“我就是那个店小二”的网友举着身份证拍摄视频，实名曝光了一个以刑满释放人员组成的黑社会团伙。6月12日晚，唐山市公安局丰南分局发布通报称，已将主要犯罪嫌疑人史某、李某某抓获归案。

### 唐山酒吧非法拘禁案
6月11日，一女子持身分证实名举报，称5月23日受到黑势力拘禁在酒吧，并遭受暴力威胁签字，报警无效，唐山警方被網友質疑包庇黑道。6月12日晚，滦州市公安局通报称，根据唐山市公安局指定管辖，滦州市公安局成立专案组，将朱某斌、杨某等4名犯罪嫌疑人抓获。

## 記者採訪受阻
據香港《明報》報道，儘管當時唐山沒有2019冠狀病毒病疫情，但當地在事發後以防控疫情爲由，在火車站嚴格盤查出站的外地人士。濟南日報的一位記者在出站時被攔截，被要求填寫詳細的目的地表格並簽署「不外出」承諾書。鳳凰網記者則指，唐山火車站要求出站者乘坐統一安排的車輛，且必須「人車合影」後才能離開。
貴州廣播電視台的一位記者在6月17日拍攝影片，叙述他在12日前往燒烤店採訪後，遭警察強行帶走扣留，並在派出所中被摟脖子、按跪到地上、双手反扣、多次搜身及搜查手机聊天记录。至七、八個小時後方才得以離開，從始至終沒有收到任何文書或回執。
8月9日，并未取得记者证的自媒体人毛慧斌疑因长期关注河北唐山打人事件并发表贴文遭刑拘。8月15日，保護記者委員會要求中国当局应该立即释放毛慧斌，撤销对他的所有指控并允许媒体自由报道社会议题。